# Goniodiscaster foraminatus
Goniodiscaster foraminatus är en sjöstjärneart som först beskrevs av Doderlein 1916.  Goniodiscaster foraminatus ingår i släktet Goniodiscaster och familjen Oreasteridae. Inga underarter finns listade i Catalogue of Life.